# Убийство Марты дель Кастильо
Уби́йство Ма́рты дель Касти́льо, предположительно, было совершено 24 января 2009 года. Марта дель Кастильо Касануэва (19 июля 1991 года — ?) — испанская школьница из Севильи, на момент убийства ей было 17 лет. Несмотря на масштабные обыски и осуждение убийцы, её тело так и не нашли. Дело стало широко известно в Испании как Исчезновение Марты дель Кастильо или просто дело Марты дель Кастильо и вызвало очень большой резонанс в испанском обществе.
По итогам судебных разбирательств в 2012 году виновным был признан Мигель Карканьо Дельгадо, бывший бойфренд жертвы. Виновный был приговорён к 20 годам заключения. Из четверых остальных подозреваемых лишь один получил три года тюремного заключения, трое других были признаны невиновными. Карканьо несколько раз менял свои версии убийства в ходе досудебного следствия и судебного разбирательства. Окончательно установить способ убийства и обнаружить тело так и не удалось.

## Исчезновение
17-летняя Марта дель Кастильо Касануэва родилась 19 июля 1991 года в семье Антонио дель Кастильо и Эвы Касануэва. Она жила с родителями и двумя младшими сёстрами в Севилье. 24 января 2009 года Дель Кастильо беседовала с подругой Сильвией Фернандес через мессенджер и прекратила разговор со словами: «Толстушка, я покидаю тебя, потому что Эль Миге внизу, и я собираюсь с ним поговорить. Я позвоню тебе позже и расскажу. Люблю тебя». «Эль Миге» — прозвище 19-летнего Мигеля Карканьо Дельгадо, бывшего бойфренда дель Кастильо; тем не менее они продолжали встречаться. Около 17:00 дель Кастильо предупредила родителей, что проведёт вечер с друзьями, и покинула семейный дом, находившийся на улице Аргантония. Мать дель Кастильо ранее предостерегала её от общения с Карканьо, утверждая, что он похож на «абьюзера».
Когда девушка не пришла вовремя домой, её родители попытались дозвониться ей по мобильному телефону, который при первых звонках ещё был включён, но она не ответила. Затем они позвонили её друзьям — некоторых из них впоследствии обвинили в исчезновении Карканьо — и Самуэля Бенитеса. Карканьо признался, что видел её в тот вечер, но утверждал, что расстался с дель Кастильо у входа в её дом около 21:30. Мать дель Кастильо была обеспокоена и сказала Карканьо, что доложит на него в полицию, если с её дочерью случится что-то плохое. Карканьо вызвал дополнительные подозрения у семьи и друзей дель Кастильо, когда вместо помощи с поисками незамедлительно переехал в соседний город Камас. С тех пор Карканьо проживал в Камасе дома у своей последней девушки, 14-летней Росио П. Г. Друзья дель Кастильо также искали её в квартире на улице Льва XIII 78 в Севилье, где раньше жил Карканьо со своим старшим сводным братом Франсиско Хавьером Дельгадо Морено. Они заметили, что в квартире сильно пахло хлоркой и аммиаком. Семья дель Кастильо сообщила о её исчезновении в полицию около 2:00.

## Расследование
Дело расследовалось рабочей группой по делам несовершеннолетних Национальной полиции Испании. После признания Карканьо к делу подключилась специальная группа по расследованию убийств. Карканьо отрицал свою вину на повторных допросах, но его новая девушка утверждала, что видела кровь на штанах Карканьо. Позже на подкладке куртки Карканьо обнаружили кровь дель Кастильо. Тест на люминол в квартире на улице Льва XIII 78 также выявил большое пятно крови на полу в спальне.

### Первая версия Карканьо. Арест
Карканьо допросили ещё раз 14 февраля. Услышав показания своей девушки и узнав об уликах, он признался в убийстве. Согласно новым показаниям, Карканьо убил дель Кастильо во время ссоры в ночь на 24 января. Причиной этой ссоры стали отношения Карканьо с новой девушкой, также дель Кастильо угрожала рассказать ей о любовном треугольнике, если Карканьо не перестанет видеться с ней. Орудием убийства стала тяжёлая пепельница, которая так и не была найдена. Карканьо утверждал, что ударил дель Кастильо в левую часть теменной кости, что и стало причиной смерти. Карканьо также утверждал, что позвонил своему другу Самуэлю Бенитесу Пересу с таксофона на улице Льва XIII и попросил его помочь перевезти тело в Камас. Там они бросили тело в реку Гвадалквивир рядом с населённым пунктом  Чарко де ла Пава. Полиция подозревала, что Карканьо многого не договаривал. Среди прочего, он утверждал, что тело перевезли на его мопеде. Но следственный эксперимент показал, что он недостаточно устойчив для перевозки трёх человек по этой местности, включая труп.
16 февраля министр внутренних дел Альфредо Перес Рубалькаба объявил, что Карканьо и Бенитес были арестованы по обвинению в убийстве и незаконном лишении свободы. Также были арестованы сводный брат Карканьо и 15-летний друг Карканьо и Бенитеса — Франсиско Хавьер Гарсия Марин, по прозвищу «Эль Кукуй».

### Обыск реки Гвадалквивир
218 сотрудников провели обыск реки Гвадалквивир между Камасом и эстуарием в Санлукар-де-Баррамеда. В операции участвовал личный состав Специальной группы по операциям (GEO) полиции, специалисты подводных групп Гражданской гвардии и Военное подразделение по чрезвычайным ситуациям. Были задействованы 22 судна, три гидроцикла, два вертолета, 13 ищеек и гидролокатор, а также специализированная техника для извлечения тел из-под воды, предоставленная полицией Нидерландов. Инженер дока из Хельвеса также предоставил самодельный инструмент в форме граблей, способный удалять грязь со дна реки.
Было проведено три отдельных эксперимента с тушами свиней весом по 50 кг. Туши погружались в воду несколько раз, но во всех трёх случаях они всплывали на поверхность и их прибивало к участку берега реки длиной всего 20 километров. Однако никаких следов дель Кастильо найдено не было. Между убийством и признанием Карканьо прошло три недели. Полиция предполагала, что в январе полноводная Гвадалквивир могла ещё до начала обыска унести тело в море. Не исключалась возможность, что тело оказалось погребено в донной грязи, которая на некоторых участках дна может достигать двух метров в толщину.
Также обыскали более 40 колодцев, каналов, очистных сооружений и труб. В ирригационном канале около Камаса обнаружили якобы окровавленную ткань, но исследования показали, что она просто была залита красной краской.

### Версия Эль Куко
В своих показаниях Эль Куко заявил (позднее отказался от своих слов), что он прибыл на улицу Льва XIII вместе с Бенитесом. Там они увидели, как Карканьо заворачивал тело дель Кастильо в одеяло; за ним наблюдал Дельгадо. Затем Дельгадо пригрозил Эль Куко, чтобы тот молчал и остался в квартире заметать следы, в то время как остальные трое прятали тело. На основе показаний Эль Куко и телефонных разговоров Карканьо с Дельгадо (когда оба находились под стражей) полиция сделала вывод, что Дельгадо вынашивал план действий, которому хотел следовать после убийства. В одном из разговоров Дельгадо приказал Карканьо «ничего не говорить, потому что у полиции ничего нет».

### Вторая версия Карканьо
18 марта, во время реконструкции преступления на Льва XIII, Карканьо неожиданно заявил полиции, что хочет отказаться от своих предыдущих показаний и дать новые. Во втором заявлении Карканьо обвинил в убийстве Эль Куко, сказав, что тот задушил дель Кастильо в гостиной Дельгадо, когда сам Карканьо находился в спальне под воздействием «веществ». После этого Эль Куко позвонил Бенитесу, и они выбросили тело в мусорный контейнер на перекрёстке улиц Льва XIII и Хорхе де Монтемора.
Карканьо заявил, что свои первые показания он дал под давлением полиции. Зафиксировав новые показания, полиция предложила другим трём обвиняемым также сделать новые заявления. Им устроили очные ставки с Карканьо и друг с другом, чтобы изучить их реакцию. Бенитес и Эль Куко утверждали, что вообще не причастны и не посещали квартиру Дельгадо в день преступления. Адвокат Эль Куко назвал второе заявление Карканьо шуткой и настоял на невиновности своего клиента. Не верил подозреваемым и отец дель Кастильо, Антонио, который обвинил их в умышленном сокрытии местонахождения тела, якобы они совершили ещё какие-то преступления против его дочери. Дель Кастильо предположил, что тело его дочери было кремировано на мусоросжигательном заводе, где ранее работал отец новой девушки Карканьо.
В результате нового заявления Карканьо поисковая группа была перенаправлена от реки на свалку Монтемарта-Коника, недалеко от города Алькала-де-Гуадаира, где перерабатывается мусор из Севильи.

### Третья версия Карканьо
В ходе реконструкции преступления неправдоподобность второй версии Карканьо становилась всё более очевидной. В итоге 19 марта он снова отказался от своих показаний и дал новые перед следственным судьёй. На этот раз Карканьо сказал, что он пил, курил и принимал наркотики вместе с дель Кастильо и Эль Кукуем на Льва XIII. Около полуночи двое парней попытались склонить дель Кастильо к интимной близости. Когда она начала сопротивляться, они избили её и отвели в спальню, где угрожали ей навахой. Карканьо и Эль Кукуй по очереди изнасиловали её. После этого они привязали её к кровати изолентой и удлинителем. Карканьо сильно ударил её, и она истекла кровью, затем они вместе задушили её. Тело накрыли двумя пакетами для мусора, вывезли из квартиры на инвалидной коляске (ранее принадлежала умершей матери Карканьо) и выбросили в мусорный контейнер. В свою очередь Эль Куко выбросил кинжал в канализацию. Хотя полиция не была до конца убеждена в правдивости этой версии, прояснились многие детали: найденный кинжал в канализации перед квартирой; кровь дель Кастильо и ДНК Карканьо и Эль Куко в спальне; клетки кожи Карканьо и дель Кастильо на подлокотниках коляски; а также свидетельство соседа, который встретил Карканьо с пустой коляской.
Свидетели признания Карканьо утверждали, что он впервые посмотрел в глаза судье; казалось, что он почувствовал облегчение, когда договорил. Адвокат Карканьо отказался продолжать защищать его после этого эпизода. Когда Карканьо спросили, почему он обвинял Бенитеса в попытке сбросить тело в реку, он ответил, якобы рассказал полицейским то, что они хотели услышать тогда. Он также отрицал причастность своего сводного брата, который, по его утверждению, покинул квартиру в 20:30, через десять минут после прихода Карканьо с дель Кастильо. Карканьо также отрицал факт разговора об убийстве с новой девушкой. Это противоречит показаниям последней: она говорила, что Карканьо рассказал ей «всё». Было подсчитано, что за время между исчезновением и новой версией Карканьо на свалку прибыло около 65 000 тонн мусора. В результате было бы «очень трудно» найти тело. За 32 дня полиция и сотрудники полигона безуспешно перебрали 60 000 тонн мусора, они обыскивали конкретный район, куда мусор сбрасывался в дни после убийства. Они также не обнаружили человеческой ДНК в мусорных контейнерах, куда, по словам Карканьо, было помещено тело. В конце концов, полиция пришла к выводу, что Карканьо не бросал тело в мусорный контейнер. Он мог соврать об изнасиловании, чтобы избежать суда присяжных и добиться проведения судебного разбирательства по стандартной процедуре.

### Временное освобождение Дельгадо, Бенитеса и Эль Куко
21 мая Дельгадо был освобождён под личное обязательство посещать здание суда каждый понедельник. Во-первых, участие Дельгадо в преступлении было небольшим, если было вообще. Во-вторых, его алиби было частично подтверждено данными отслеживания мобильного телефона, согласно которым в 21:01 он двигался по дороге в Кармону. Дельгадо, который всегда отрицал свою причастность, предложили пройти тест на полиграфе, но суд не поддержал предложение. После освобождения Дельгадо сделал заявление для прессы, в котором обвинил своего сводного брата во лжи и в причастности к убийству.
Бенитес был освобождён 10 декабря. Перед этим он просил об освобождении ещё два раза, но ему было отказано вследствие серьёзности обвинений и риска подделки доказательств. Эль Куко, будучи несовершеннолетним, был помещён в воспитательную колонию на максимально разрешённый срок (9 месяцев), а затем переехал в дом, где находился под надсмотром.

### Доказательства в автомобиле семьи Эль Куко
Эль Куко впервые заявил, что трио воспользовалось автомобилем Volkswagen Polo его матери, на котором они перевезли тело со Льва XIII к реке Гвадалквивир. Этот автомобиль прошёл химчистку через несколько дней после исчезновения дель Кастильо. Тем не менее при осмотре тесты на люминол и бензидин дали положительный результат на кровь. Однако из крови не получилось извлечь ДНК. Полиция также обнаружила в машине ДНК мужчины и женщины; образцы не принадлежали ни жертве, ни подозреваемым. Предполагалось, что они принадлежали матери Эль Куко и её сожителю, но никто из них не согласился сдать анализ ДНК для сравнения.
В декабре появилась информация ещё о двух машинах матери Эль Куко и её сожителя: Renault 19 и Ford Escort. Обе с августа стояли на улицах Севильи со спущенными шинами и без номерных знаков. Ранее пара утверждала, якобы им принадлежал только Polo. Renault был сдан в утиль и уничтожен 27 ноября, установить владельца не удалось, но Ford ещё можно было восстановить для осмотра. В Ford были найдены ДНК мужчины и женщины; образцы не принадлежали ни дель Кастильо, ни обвиняемым. Женская ДНК принадлежала той же самой женщине, что и ДНК в Polo.

## Судебный процесс

### Предварительное заседание
Предварительное слушание было проведено 13 марта 2010 года. Новая девушка Карканьо, которая выступала в качестве свидетеля, давала показания полтора часа. Она сказала, якобы Карканьо сообщил ей, что он бросил тело дель Кастильо в лесу около Камаса. Ранее она утверждала, что он спрятал тело в канаве примерно в 600 метрах от этого нового места; два обыска канавы в начале года были неудачными. Девушка также, вопреки показаниям Карканьо, заявила, что он не был у неё дома в ночь преступления, но оставил у неё свой мобильный телефон. Это объясняет, почему данные отслеживания мобильного телефона указывали, что во время убийства он был там. Когда её спросили об угрожающем звонке, который она получила в ходе расследования, она сказала, что это не был Франсиско Хавьер Дельгадо. Она отметила, что просто опознала его голос среди нескольких анонимных записей, воспроизведённых ей полицией. Журналисты предположили, что девушка дала такое разъяснение из-за запугиваний, а также того факта, что за неделю до предварительного заседания Дельгадо подал на неё в суд за дачу ложных показаний. Тем не менее девушка поставила под сомнение свои показания, когда случайно проговорилась, что солгала полиции. Затем она заявила, что «если я лгу полиции, я лгу кому угодно». Мать и бабушка девушки также дали показания о событиях тех трёх недель, когда в их доме жил Карканьо. В конце своих показаний девушка не упоминала Карканьо и перенесла паническую атаку.
Карканьо отказался давать новые показания. Судья допрашивал его только один раз в отношении местонахождения тела дель Кастильо. Карканьо опустил голову и сказал: «Я не знаю». Последним, кто дал показания, была мать Эль Куко, которая сказала, что её сын не мог взять её машину, потому что ключи были только у неё.

### Суд общей юрисдикции
Первое судебное заседание состоялось 12 апреля 2010 года, председательствовал судья Франсиско де Асис Молина. Мигелю Карканьо было предъявлено обвинение в двух случаях изнасилования, одном убийстве, одном преступлении против общественной морали и в осквернении трупа. Франсиско Хавьер Дельгадо, его подруга Мария Гарсия Мендаро и Самуэль Бенитес были обвинены в сокрытии преступления, осквернении трупа и преступлениях против морали, а Дельгадо получил дополнительное обвинение в угрозах. Версия обвинения в значительной степени следовала третьей версии убийства Карканьо, с единственным расхождением — Дельгадо и Гарсия появились в квартире после Бенитеса и были причастны к уничтожению тела. Эль Куко был упомянут как один из главных преступников, который должен был отдельно предстать перед судом по делам несовершеннолетних. Обвинение потребовало лишения свободы на 52 года для Карканьо, восемь лет — для Дельгадо и пять лет — для Бенитеса. Прокуроры также требовали, чтобы все четверо совершеннолетних оплатили расходы, связанные с неудачным поиском тела, и выплатили родителям дель Кастильо компенсацию в размере 160 000 евро, а её сёстрам — по 30 000 евро. Кроме того, Бенитесу запрещалось приближаться к семье дель Кастильо и связываться с её родственниками в течение шести лет после ареста.
1 февраля 2011 года Карканьо дал показания в суде, заявив на этот раз, что дель Кастильо не насиловали. Он убил её пепельницей сам и остался на Льва XIII, чтобы зачистить место преступления, в то время как Бенитес и Эль Куко сбросили тело в реку. 18 октября Карканьо добавил, что он ложно обвинил Эль Куко в изнасиловании и убийстве в отместку за то, что Эль Куко обвинил Дельгадо. На самом деле Бенитес и Эль Куко прибыли на место преступления уже после убийства. Дельгадо утверждал, что он вышел из дома до убийства, никогда не встречался с дель Кастильо и не знал, что она была в отношениях с его братом. Когда он уходил, дверь спальни Карканьо была закрыта, и он не заглядывал внутрь. Он проводил время со своей бывшей женой и дочерью с 21:00 до 23:30, находился в пабе до 2:00 и в баре до 4:00, затем позвонил Гарсии, чтобы его впустили домой. Он утверждал, что никому не угрожал и не знал, где находится тело. Однако он отказался объяснить, что имел в виду, произнеся после исчезновения дель Кастильо фразу «здесь нечего искать». Гарсия сказала, что она попросила у Дельгадо разрешения подготовиться к учёбе у него дома, и что она поехала туда после того, как отвезла Дельгадо в паб, — около 23:50. Она утверждала, что никогда не видела ни дель Кастильо, ни её тела, но отметила, что из-за закрытой двери Карканьо доносился странный запах. Затем она опровергла последнее утверждение. Она отвергла обвинения в попытке создать своими показаниями алиби для Дельгадо. Бенитес заявил, что он никогда не был на Льва XIII и не имел никакого отношения к преступлению, а своё первоначальное признание в попытке избавиться от тела он сделал под давлением полиции.
26 октября Эль Куко, уже осуждённый судом по делам несовершеннолетних, дал показания в качестве свидетеля на суде общей юрисдикции. Он утверждал, что не знает, где находится тело, и опроверг свои ранние признания, якобы он помогал избавляться от тела. Он сделал их под давлением полиции и под угрозой привлечь к делу его мать и других родственников. 3 ноября девушка Карканьо заявила, что он рассказал ей об убийстве, но она не была уверена в правдивости его слов. Карканьо и Дельгадо убили дель Кастильо в ходе ссоры, очистили место убийства, избавились от тела с «другими двумя» в лесу возле Камаса и вернулись в её дом, проникнув через окно рано утром. Карканьо водил свою девушку в лес, к предполагаемому месту захоронения тела. Она объяснила несоответствия в своих предыдущих версиях угрозами в её адрес. Мать девушки сказала, что Карканьо убил дель Кастильо, но не имел никакого отношения к исчезновению тела, и объяснила несостыковки в показаниях дочери страхом и любовью к Карканьо. Раннее свидетельство бабушки девушки, которая умерла до начала суда, было зачитано повторно. В нём говорилось, что утром она стирала одежду Карканьо и не нашла в ней ничего странного. Бармен Антонио, работавший на улице Льва XIII, заявил, что около 2:00 видел двух худых людей в толстовках с капюшонами. Они толкали инвалидную коляску с большим пакетом к мусорным контейнерам, затем возвращались с пустой коляской. Бывшая жена Дельгадо подтвердила, что он был с ней и их дочерью между 21:15 и 23:30.
14 ноября водитель такси дал показания в качестве свидетеля обвинения, заявив, что он отвёз Дельгадо на Льва XIII «в первые часы утра»; это противоречило показаниям Дельгадо и Гарсии. Когда его спросили, почему он не выступил до прошедшей недели, он сказал, что до этого момента он не осознавал ценность своего свидетельства. Отец Эль Куко сказал, что он отправил своего сына домой. Он, будучи на работе, не мог проверить, находился ли сын дома, но это сделала его жена. Мать Эль Куко сказала, что она приехала домой в 1:30 и увидела, как её сын спит в своей комнате. Её показания были спорными, потому что она неоднократно просила отложить или отменить свой допрос, ссылаясь на болезнь. Однако неделей ранее она дала интервью на канале Telecinco в прямом эфире ток-шоу La Noria и сама же заплатила за участие в шоу. В ответ зрители бойкотировали Telecinco, шоу прекратили спонсировать, что привело к переносу программы на раннее утро и позже — к снятию с эфира.
16 января 2012 года Карканьо был приговорён к 20 годам тюремного заключения за убийство, также он должен был выплатить родителям и сёстрам дель Кастильо компенсацию в размере 340 000 евро; по остальным обвинениям он был оправдан. Все остальные обвиняемые были оправданы по всем обвинениям со ссылкой на отсутствие доказательств. В приговоре указывалось, что Карканьо избавился от тела при пособничестве Эль Кукуя (осуждён судом по делам несовершеннолетних) и третьего неизвестного лица. Доказательств, что этим третьим был Бенитес, оказалось недостаточно.

### Суд по делам несовершеннолетних
Суд над Эль Куко начался 24 января 2011 года. Председательствовал судья Алехандро Виан. Эль Кукуй обвинялся в изнасиловании, убийстве и преступлении против общественной морали. Он настаивал на своей невиновности и утверждал, что не знает, где находится тело. Четыре предыдущих признания о сокрытии убийства он сделал, якобы, под давлением полиции. Карканьо, Дельгадо, Бенитес и Гарсия были вызваны для дачи показаний в качестве свидетелей, а отец Эль Куко отказался давать показания. Обвинение запросило шесть лет заключения в колонии для несовершеннолетних, ещё три года — под надзором, и штраф в размере 616 319 евро за неудачные попытки поиска тела дель Кастильо.
24 марта 2011 года Эль Куко был признан виновным в сокрытии преступления и приговорён к трём годам лишения свободы в колонии для несовершеннолетних и одному месяцу под надзором. Приговор позволил зачесть в счёт наказания время, проведённое Эль Куко в изоляторе. Это означало, что он мог выйти на свободу менее чем через год после суда. Он был признан невиновным по обвинению в изнасиловании и убийстве и избежал оплаты безуспешного поиска тела. Приговор вызвал споры, так как он строился на версии, что главным виновным был Карканьо. На тот момент вина Карканьо ещё не была доказана, так как суд над ним ещё не завершился.

### Постановление Верховного суда
Ссылаясь на противоречия и «нелогичные» предположения в отношении решения суда общей юрисдикции, обвинение потребовало отмены приговора Верховным судом Испании и проведения нового судебного разбирательства. Верховный суд отклонил жалобу и оставил приговоры в силе, кроме одного. Приговор Карканьо был изменён, так как суд посчитал, что его постоянная смена показаний об убийстве и судьбе тела выходят за рамки его права не свидетельствовать против себя. Это нанесло дополнительный моральный ущерб родственникам дель Кастильо и должно расцениваться как преступление против общественной морали. В результате Карканьо был дополнительно приговорён к лишению свободы сроком на один год и три месяца и также должен был оплатить стоимость неудачных обысков в размере 616 319 евро и 27 евроцентов.

## Последствия и память
Поскольку дело получило общественный резонанс, семья дель Кастильо начала кампанию с целью добиться ужесточения приговоров. Они требовали проведения референдума, который разрешил бы применять пожизненное заключение. 21 февраля 2009 года около 5000 человек провели демонстрацию в Мадриде в поддержку этой инициативы, причём марш возглавляли родственники Марты. Позже председатель правительства Испании Хосе Луис Родригес Сапатеро встретился с родителями убитой девушки, чтобы выразить своё сочувствие и поддержку. Однако он ясно дал понять, что пожизненное заключение в Испании не будет примененено, как того требуют родители девушки, поскольку оно было отменено в 1978 году действующей Конституцией Испании.
4 марта 2009 года семью дель Кастильо посетил лидер Народной партии Мариано Рахой. В 2011 году политик включил пункт о пожизненном заключении в свою предвыборную программу на парламентские выборы в Испании 2011 года.
После оглашения приговора Антонио дель Кастильо заявил, что будет искать справедливости за пределами Испании, якобы в стране нет и не будет правосудия. Он добавил, что в случае необходимости дойдёт до Страсбурга (штаб-квартира Европейского суда по правам человека). На той же неделе, после оглашения приговоров, Мариано Рахой, уже в статусе председателя правительства, подтвердил, что Закон о несовершеннолетних должен быть изменён, как он и обещал в своей предвыборной программе. На региональном уровне реакция была неоднозначной: Хосе Антонио Гриньян (председатель правительства Андалусии) назвал это «сюрпризом» и выразил своё неприятие. Хавьер Аренас напротив потребовал ужесточить приговоры ещё больше, если жертвами будут подростки.
В 2010 году певица Диана Наварро совместно с дуэтом Энди и Лукас написали песню «Я прошу дать мне слово» (исп. Pido la palabra) в честь Марты дель Кастильо. Также Марте посвящали свои композиции рэп-исполнитель Маулихок, Серхио Контрерас и Мари Лус Кортес (песня «Герой без крыльев» — исп. Héroe sin alas), Гилле «Непобедимый» (песня «Хотя ты не здесь» — исп. Aunque no estés).
5 ноября 2021 года на платформе Netflix вышел документальный мини-сериал, состоящий из трёх серий, под названием ¿Dónde está Marta? (рус. Где Марта?), режиссёр — Паула Конс.

## Дальнейшие поиски и расследования

### Продолжение поисков
В 2013 году Карканьо сообщил полиции, что настоящим и единственным убийцей дель Кастиль был Дельгадо. Согласно этой новой, шестой, версии, Дельгадо ударил дель Кастильо рукояткой пистолета после того, как она попыталась вмешаться в драку между братьями. Впоследствии они вместе избавились от тела на ферме под названием «Ла-Маджалоба» в Ла-Ринконаде. Через сутки они вернулись на место преступления, чтобы присыпать останки известью. На вопрос, почему он не говорил ничего подобного ранее, Карканьо ответил, что боится своего брата. Обвинение сочло эту историю неправдоподобной. После нового допроса Дельгадо судья оправдал его и раскритиковал полицию за допрос Карканьо касательно преступления, за которое он уже был осуждён. Несмотря на общий скептицизм, несколько месяцев спустя на ферме «Ла-Маджалоба» провели обыск, и никаких следов тела найти не удалось.
В 2014 году прошли обыски на стихийной свалке, недалеко от дороги, по которой Карканьо ездил из Севильи в Камас. Свалка находилась недалеко от берега реки, где, как он утверждал в своей первой версии, он и бросил тело. По результатам теста на полиграфе, который Карканьо прошёл в университетской больнице Сарагосы, новая локация действительно могла оказаться местом захоронения тела. Хотя на месте были обнаружены фрагменты человеческих костей, они принадлежали трём или более разным людям, которые умерли от 100 до 200 лет назад. Карканьо повторил свою последнюю версию в суде, настаивая на том, что тело находилось в «Ла-Маджалобе», а не на свалке. Он добавил, что не понимает, почему полиция проводит там обыск.
В 2015 году Антонио дель Кастильо предложил Карканьо 18 000 евро, если он точно определит настоящее местонахождение тела. Также он пообещал, что не будет выдвигать против него дополнительные обвинения. Карканьо отклонил это предложение, заявив, что не будет ничего «придумывать для него».

### Показания «Оскара»
7 сентября 2015 года программа Espejo Público с канала Antena 3 взяла интервью у человека с псевдонимом «Оскар». Он представлялся полицейским информатором, который в течение последних 2,5 лет работал под прикрытием в окружении Эль Кукуя и записал 600 часов разговоров. Оскар утверждал, что когда Карканьо и Эль Кукуй перевезли тело на инвалидной коляске, они сбросили его не в мусорный контейнер и не в реку, как они утверждали, а перенесли в другую квартиру. Там тело было расчленено при соучастии друга Карканьо — иностранца. Затем останки разложили по нескольким сумкам, дальнейшая судьба которых не была известна Карканьо. Это объясняло то, что он не мог точно определить местонахождение тела. Также Оскар утверждал, что семья Эль Кукуя не испытывала «ни грусти, ни сочувствия» к семье дель Кастильо, что они смеялись над неудачными поисками тела и хотели нанять кого-то, чтобы избить мать и деда дель Кастильо.
29 октября следственный судья принял записи в качестве потенциальных доказательств. Также Espejo Público выяснила, что мать Эль Кукуя помогла создать алиби для своего сына. Она боялась, что он действительно мог изнасиловать дель Кастильо, и что отец Эль Кукуя мог скомпрометировать его, так как говорил слишком много. Оскар также сказал, что мать Эль Кукуя, возможно, помогла избавиться от тела, одолжив свою машину. Эль Кукуй молчал об этом, потому что хотел защитить свою мать и у него были доказательства причастности Дельгадо к убийству. В январе 2016 года полиция публично идентифицировала Оскара как Пабло Бониллу Р. — он оказался обычным преступником, который пытался внедриться в громкое дело. Было заявлено, что он никогда не работал в полиции ни на какой из должностей, и записи были отклонены как мистификация. Эти заявления были сделаны во время судебного разбирательства против родителей Эль Кукуя (Бонилла также участвовал в деле) за нарушение запретительного приказа, согласно которому Эль Кукуй не мог приближаться ближе 50 км к Севилье. Бонилла обвинялся в том, что привёз на автомобиле в Севилью Эль Кукуя и его семью. Он утверждал, что предупредил полицию о намерениях семьи, и что полиция приказала ему отвезти их в службу дорожного контроля, где они и были задержаны. Заявления Бониллы были опровергнуты, и все трое, включая Эль Кукуя и его мать, получили небольшие штрафы.
16 марта 2016 года семья дель Кастильо подала в суд на Эль Кукуя и его родителей за лжесвидетельство в ходе судебного разбирательства в суде общей юрисдикции. На момент дачи показаний Эль Кукуй уже достиг совершеннолетия и мог нести уголовную ответственность. В качестве своих доказательств они ссылались на другие свидетельские показания, опубликованные записи и публичные заявления родителей Эль Кукуя, которые были направлены на создание алиби для сына. При этом они были ложными. Семья Эль Кукуя называла записи сфабрикованными и незаконно собранными доказательствами, отказавшись давать показания в данном судебном процессе.

### Обыск реки Гвадалквивир (2017)
7 февраля 2017 года, после получения вывода экспертизы по заказу Антонио дель Кастильо, судья Молина назначил новый обыск района реки Гвадалквивир. Криминалист Игнасио Абад и геофизик Луис Авиаль с использованием георадара определили область, где и могло быть захоронено тело. Она располагалась в десяти минутах ходьбы от улицы Льва XIII, рядом с центром гребли «Картуха». Об этом районе говорила и медсестра из Университетской больницы имени девы Макарены. Она утверждала, что видела трёх мужчин в чёрных толстовках, толкавших инвалидную коляску. Когда они остановились, к «очень маленькому» подошла пара и начала разговор. Поиски закончились 24 февраля; найти что-либо по делу не удалось.
В тот же день Антонио дель Кастильо встретился с Карканьо в тюрьме Эррера-де-ла-Манча. Карканьо утверждал, что не знает, где находится тело его дочери, и что его брат избавился от тела. На этот раз он утверждал, что Дельгадо перевёз тело в машине своей бывшей жены и закопал на ферме в Ла-Альгабе. Он добавил, что Дельгадо, вероятно, позднее выкопал его и перезахоронил в другом месте. Карканьо также утверждал, что помогал Дельгадо избавиться от тела под угрозами последнего, но его помощь была незначительной, и он сбежал при первой возможности. Что касается его постоянно меняющихся версий убийства, он утверждал, что всегда следовал совету своего брата.